# Rogue Creamery
 (mai 2018).

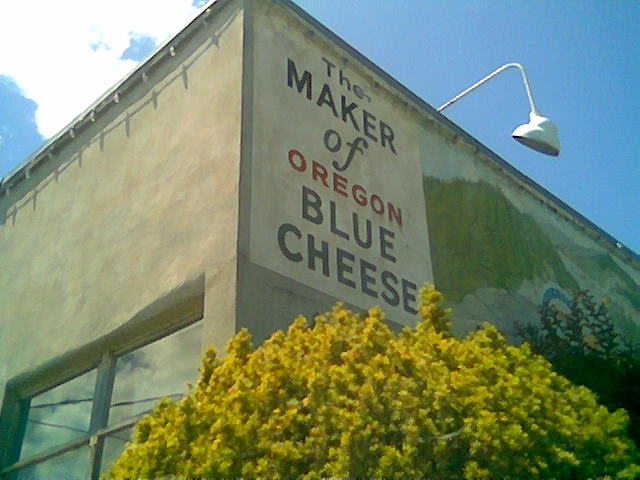
Siège de Rogue Creamery en Oregon

Rogue Creamery est l'enseigne commerciale d'une exploitation agricole située à Grants Pass dans l'Oregon, aux États-Unis. Fondée en 1933, après s'être réorientée vers la production de lait et sa transformation en fromage fermier à partir de 2002, elle a remporté à plusieurs reprises depuis lors des prix dans différents concours. 
Elle a été la première exploitation agricole américaine à exporter des fromages au lait cru vers l'Union européenne, et a été parmi les premières fermes américaines remarquées hors des États-Unis pour la qualité de sa production (notamment le World Cheese Award du meilleur fromage bleu en 2003 et 2012).